# Alfredo Cabrera
Alfredo A. Cabrera (Canarias, España, 11 de mayo de 1881 – Batabanó, Cuba, 1964) fue un campocorto de béisbol profesional que jugó muchos años en la Liga Cubana. Su apodo era El Pájaro. Fue el primer español en jugar con un equipo de Grandes Ligas.

## Carrera
Cabrera debutó en la liga cubana en el año 1901, a los 20 años de edad, con el Almendares, equipo con el que pasó prácticamente toda su carrera como jugador y como manager. Salvo las temporadas 1912, en que jugó para el Fe; la 1917, en que lo hizo para Red Sox, y 1919-20 con el América, se desempeñó en el campocorto del Almendares.
En la Liga Cubana logró algunas marcas importantes como dos lideratos de dobles en 1910 y 1917; uno de jonrones, en la campaña 1914-15, y el mayor robador de bases en 1905-06 y 1910. Solo en una zafra bateó más de .300, en 1912. 
Siendo jugador también hizo el rol de mánager con el Almendares, desde 1907 hasta 1918. y logró conquistar el campeonato en 1915-16. Terminó como acondicionador de terreno, primero de La Tropical y luego, del Gran Stadium del Cerro.
Fue elegido miembro del Salón de la Fama del Béisbol Cubano en 1942. Alfredo Cabrera murió en 1964, en Batabanó con 84 años de edad.

### En Grandes Ligas
Cabrera jugó su único partido de Grandes Ligas el 16 de mayo de 1913 para los St. Louis Cardinals a los 32 años de edad. Fue alineado como séptimo bate y se fue de 2-0 en el plato; no tuvo errores al campo y fue reemplazado por Steve Evans que entró a cubrir el jardín derecho, mientras que Lee Magee pasó a defender el campocorto. Nunca jugó en otro juego de la MLB. También estuvo en las menores durante ocho años, jugando para equipos del noreste.

## Misceláneas
- Cabrera hizo historia al convertirse en el primer jugador de grandes ligas nacido en España, en las Islas Canarias[5]
- Las Islas Canarias están frente a la costa de África, por lo cual se le puede considerar el primer jugador de grandes ligas nacido en África[5]